# Sisal-Agave
Die Sisal-Agave (Agave sisalana) ist eine Pflanzenart aus der Unterfamilie der Agavengewächse (Agavoideae). Sie ist eine bedeutende Faserpflanze. Das Epitheton der Art verweist auf die mexikanische Hafenstadt Sisal an der Nordküste von Yucatán.

## Beschreibung
Die Sisal-Agave ist eine hapaxanthe Rosettenpflanze. Die Pflanzen können stängellos oder gestängelt sein, in letzterem Fall kann der Stamm zwischen 40 und 100 Zentimeter hoch werden, die Rosetten haben einen Durchmesser zwischen 1,5 und 2 Meter. Die schwertförmigen Blätter werden 60 bis 150 Zentimeter lang und 2,5 bis 5 (selten bis 9) Zentimeter breit. Jung sind sie hellgrün und fein gezähnt, ältere Blätter sind glänzend grün und ungezähnt. Der abschließende Stachel ist 2 bis 2,5 Zentimeter lang, dunkelbraun und kegel- bis pfriemförmig.
Die Blütenstandsachse kann 5 bis 6 Meter lang werden, der elliptische Blütenstand ist eine Rispe, Tragblätter sind vorhanden. Im aus 10 bis 25 Blüten bestehenden Blütenstand trägt die Pflanze Brutknospen. Die Blüten sind 4 bis 6,5 Zentimeter lang und grüngelb. Die Blütenhüllblätter sind linealisch-lanzettlich, 17 bis 18 Millimeter lang und 5 bis 6 Millimeter breit und von gleicher Gestalt und Größe. Die Staubfäden sind 50 bis 60 Millimeter lang und setzen in der oberen Hälfte der Blütenröhre an, die Staubbeutel sind 23 bis 25 Millimeter lang, die Fruchtknoten sind 15 bis 25 Millimeter lang und 8 bis 9 Millimeter breit.
Die Chromosomenzahl beträgt 2n = 138, 147, 149 oder 150.

## Verbreitung
Die genaue Herkunft dieser Art ist nicht bekannt. Durch Kultur wurde sie in zahlreiche tropische und subtropische Länder verbracht. Möglicherweise stammt sie aus der mexikanischen Provinz Chiapas.

## Systematik
Die Erstbeschreibung durch Henry Perrine (1797–1840) wurde 1838 veröffentlicht.
Da die Mehrzahl aller Pflanzen nicht fruchtbar ist und wilde Vorkommen nicht bekannt sind, wird vermutet, dass die Sisal-Agave hybridogenen Ursprungs ist. Möglicherweise entstammt sie einer Kreuzung aus Agave angustifolia und Agave kewensis.

## Verwendung
Die Fasern (früher auch Sisalhanf genannt) werden neben Tauen, Seilen, Garn und Teppichen in zahlreichen anderen Produkten verarbeitet, z. B. als Füllstoff für Matratzen, als Poliermittel oder als Material für Dartscheiben.
Die Sisal-Agave wurde bereits vor der Eroberung Mittelamerikas durch die Spanier von den Ureinwohnern domestiziert und zur Produktion von Pulque verwendet. Durch die Verschleppung der Ureinwohner breitete sich die Pflanze in Nordamerika aus. Spanier und Portugiesen führten die Pflanzen in andere Länder und Kontinente aus, dort fand sie im 18. und 19. Jahrhundert Gebrauch als Zierpflanze.
1893 führte Richard Hindorf Bulbillen aus Florida in Deutsch-Ostafrika (heute Tansania) ein, 1903 brachte Horácio Urpia Júnior die Pflanze nach Brasilien. 1951 war Brasilien dann das zweitgrößte Erzeugerland hinter Tansania, ab 1964 brach der Markt für Sisal durch die zunehmende Konkurrenz von Kunstfasern jedoch deutlich ein. Die Produktion ging zurück, erholt sich jedoch seit der Jahrtausendwende wieder. Gemessen an der Masse der Faserproduktion ist die Sisal-Agave heute die fünftwichtigste Faserpflanze weltweit, 2006 belief sich die Weltproduktion von Sisalfasern auf rund 428.000 Tonnen.